# 11261 Krisbecker
11261 Krisbecker è un asteroide della fascia principale. Scoperto nel 1978, presenta un'orbita caratterizzata da un semiasse maggiore pari a 2,8606568 UA e da un'eccentricità di 0,1194305, inclinata di 2,48578° rispetto all'eclittica.